# Shinju-kyo
Shinjūkyō (神獣鏡?  "espejo de deidades y bestias") es un antiguo tipo de espejo de bronce redondo japonés decorado con imágenes de dioses y animales de la mitología china. En el anverso es un espejo pulido y el reverso tiene representaciones en relieve de la legendaria religión shen (神 "espíritu; dios"), Xian (仙 "transcendent; immortal"), y criaturas legendarias.

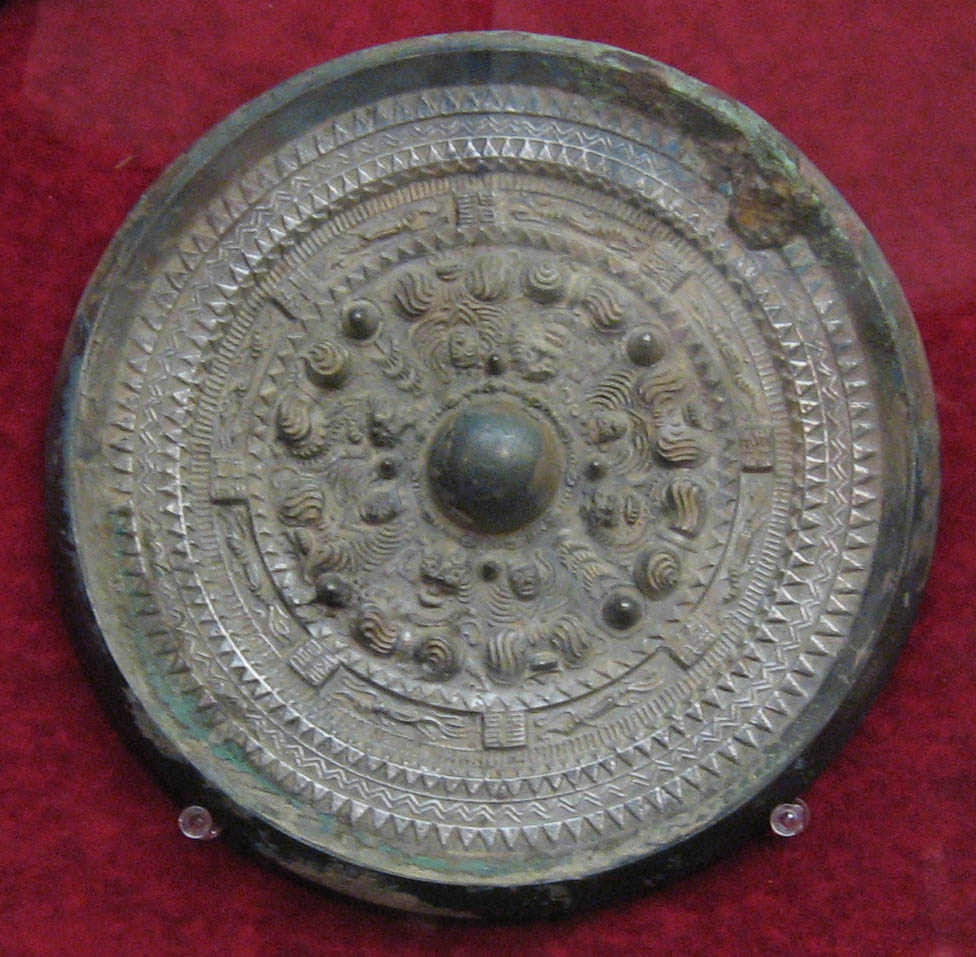
Sankakuen-shinjūkyō del Tsubai Ōtsukayama kofun en Yamashiro, Tokio

El estilo de espejos de bronce shinjūkyō es originario de China y se fabricaron durante la dinastía Han, los Tres Reinos, y las Seis Dinastías (entre los siglos I y VI d. C.). Con la difusión de la tecnología necesaria para la fundición, este estilo de espejo se fabricó en Japón y las Comanderías de Lelang y Daifang en Corea.
La obra Wei zhi (魏志 "Registros de Wei") datada 297 d. C., que forma parte de Sanguo zhi (三國志 "Registros de los Tres Reinos"), contiene la primera referencia histórica a los espejos de bronce en Japón. Este documento recoge las crónicas de las relaciones entre la reina Himiko de Wa (Japón) y la corte de Wei. En ella se describe que en el año 239 d. C. el emperador Cao Rui envió un presente a Himiko que incluía "cien espejos de bronce" (tr. Tsunoda 1951:15).
En excavaciones arqueológicas de tumbas japonesas del periodo Kofun entre los siglos III y VII d. C. se han encontrado numerosos shinjūkyō que los arqueólogos japoneses clasifican en varios subtipos:
- sankakuen-shinjūkyō (三角縁神獣鏡?  "espejo con montura triangular con motivos de deidades y bestias")
- gamontai-shinjūkyō (画文帯神獣鏡?  "wide image-band deity and beast mirror")
- hirabuchi-shinjūkyō (平縁神獣鏡?  "flat-rimmed deity and beast mirror")

La tumba de Kurotsuka kofun excavada en la prefectura de Nara contenía treinta y tres espejos sankakuen-shinjūkyō. Algunos académicos (Edwards 1998, 1999, Nishikawa 1999) piensan que son los espejos originales que el emperador Cao Rui envió a la reina Himiko, pero otros no están de acuerdo.